# Lutas nos Jogos Olímpicos de Verão da Juventude de 2010 - Livre até 70 kg feminino
A competição da categoria até 70 kg feminino da luta livre nos Jogos Olímpicos de Verão da Juventude de 2010 foi disputada no dia 16 de agosto no Centro Internacional de Convenções, em Cingapura. Um total de oito lutadoras participou deste evento, limitado a atletas com peso corporal inferior a 70 quilogramas. Ao contrário dos Jogos Olímpicos de Verão, nos Jogos da Juventude foi distribuída apenas uma medalha de bronze por categoria.

## Medalhistas
| Ouro   | CAN Dorothy Yeats   |
| Prata  | KOR Moon Jin-Ju     |
| Bronze | UKR Karyna Stankova |

## Resultados
As lutadoras competiram entre si dentro das duas chaves. As primeiras colocadas de cada chave disputaram o ouro e as segundas colocadas o bronze.

### Preliminares

#### Grupo A
| Pos | Atleta              | PC | PT | L | V | D |
| --- | ------------------- | -- | -- | - | - | - |
| 1   | CAN Dorothy Yeats   | 9  | 11 | 3 | 3 | 0 |
| 2   | UKR Karyna Stankova | 8  | 8  | 3 | 2 | 1 |
| 3   | AUT Martina Kuenz   | 4  | 7  | 3 | 1 | 2 |
| 4   | HUN Zsanett Németh  | 0  | 0  | 3 | 0 | 3 |

| UKR Karyna Stankova | 4-0 | HUN Zsanett Németh | (PT: 3-0) |
| AUT Martina Kuenz   | 0-3 | CAN Dorothy Yeats  | (PT: 0-2) |
| UKR Karyna Stankova | 4-0 | AUT Martina Kuenz  | (PT: 3-0) |
| HUN Zsanett Németh  | 0-3 | CAN Dorothy Yeats  | (PT: 0-5) |
| UKR Karyna Stankova | 1-3 | CAN Dorothy Yeats  | (PT: 1-4) |
| HUN Zsanett Németh  | 0-4 | AUT Martina Kuenz  | (PT: 0-7) |

#### Grupo B
| Pos | Atleta               | PC | PT | L | V | D |
| --- | -------------------- | -- | -- | - | - | - |
| 1   | KOR Moon Jin-Ju      | 10 | 16 | 3 | 3 | 0 |
| 2   | KAZ Rimma Rushnekova | 8  | 20 | 3 | 2 | 1 |
| 3   | POL Suzan Saeed Ali  | 4  | 10 | 3 | 1 | 2 |
| 4   | EGY Thoraya Mohamed  | 2  | 11 | 3 | 0 | 3 |

| EGY Thoraya Mohamed | 1-3 | POL Suzan Saeed Ali  | (PT: 1-4)  |
| KOR Moon Jin-Ju     | 4-0 | KAZ Rimma Rushnekova | (PT: 3-0)  |
| EGY Thoraya Mohamed | 1-3 | KOR Moon Jin-Ju      | (PT: 3-6)  |
| POL Suzan Saeed Ali | 0-4 | KAZ Rimma Rushnekova | (PT: 3-10) |
| EGY Thoraya Mohamed | 0-4 | KAZ Rimma Rushnekova | (PT: 7-10) |
| POL Suzan Saeed Ali | 1-3 | KOR Moon Jin-Ju      | (PT: 3-7)  |

### Fase final

#### Disputa pelo 7º lugar
| HUN Zsanett Németh | 3-0 | EGY Thoraya Mohamed | (PT: 4-0) |

#### Disputa pelo 5º lugar
| AUT Martina Kuenz | 3-0 | POL Suzan Saeed Ali | (PT: 4-0) |

#### Disputa pelo bronze
| UKR Karyna Stankova | 3-1 | KAZ Rimma Rushnekova | (PT: 13-1) |

#### Final
| CAN Dorothy Yeats | 4-0 | KOR Moon Jin-Ju | (PT: 6-0) |

## Classificação final
| Pos.              | Atleta               |
| ----------------- | -------------------- |
| Medalha de ouro   | CAN Dorothy Yeats    |
| Medalha de prata  | KOR Moon Jin-Ju      |
| Medalha de bronze | UKR Karyna Stankova  |
| 4                 | KAZ Rimma Kushkenova |
| 5                 | AUT Martina Kuenz    |
| 6                 | POL Suzan Saeed Ali  |
| 7                 | HUN Zsanett Németh   |
| 8                 | EGY Thoraya Mohamed  |